# Його останній уклін (оповідання)
«Його́ оста́нній уклі́н» (англ. His Last Bow) — оповідання зі збірки «Його останній уклін» шотландського письменника  Артура Конана Дойля. Уперше опубліковано у вересневому випуску Strand Magazine у 1917 році.
Одне з двох оповідань про Шерлока Холмса, мова в яких іде від третьої особи, друге — «Камінь Мазаріні».

## Сюжет
Напередодні Першої світової війни, фон Борк, німецький агент, готується залишити Англію з його великою колекцією документів, зібраних більш, ніж за чотири роки. Його дружина та сім'я вже покинули Харвіч і вже перебувають у Нідерландах, залишивши йому літню економку. Друг фон Борка, барон фон Херлінг вражений його колекції і говорить, що в Берліні його зустрінуть як героя. Фон Борк, говорить, що він чекає останню зустріч з ірландсько-американським інформатором Алтамонтом, який повинен прибути найближчим часом.
Фон Херлінг йде. Прибуває Алтамонт. До цього часу стара економка вимкнула світло й лягла спати. Алтамонт приносить фон Борку пакет. Інформатор починає говорити про надійність сейфів німця, той відповідає, що вони в нього хороші, тому їх буде нелегко зламати. Алтамонт говорить, що німецькі агенти після співпраці позбуваються своїх інформаторів, називаючи декількох людей, які вже сидять у в'язниці. Алтамонт відмовляється віддавати пакет, поки не отримає свій чек, агент же хоче ознайомитися з документами, які приніс агент перед тим, як писати чек.
Алтамонт віддає пакет німцю. Там виявилася книжка «Практичний посібник пасічника». Він і не чекав, як його приспали ганчіркою з хлороформом. Інформатор Алтамонт ніхто інший як Шерлок Холмс, а його водій — Вотсон.
Холмс займався наданням недостовірної інформації німецьким агентам близько двох років. За цей час він став членом таємного шпигунського товариства.
Економка також була частиною плану. Вимкнувши світло, вона подала детективу та доктору сигнал, що фон Херлінг пішов. Вони видаляють всі докази, що свідчили про роботу агента, та відвозять його в Скотленд-Ярд.
Виявляється Холмс закінчив діяльність детектива, він проводить весь час за бджільництвом у селі та пише свої роботи з розслідувань.

## Цікаві факти
- Алтамонт — одне з імен батька Конан Дойла, Чарльза Алтамонта Дойла.